# 53 Pułk Piechoty Strzelców Kresowych
53 Pułk Piechoty Strzelców Kresowych (53 pp) – oddział piechoty Armii Polskiej we Francji i Wojska Polskiego II RP.
Pułk stacjonował do września 1939 w garnizonie Stryj.
Wchodził w skład 11 Karpackiej Dywizji Piechoty.

## Formowanie i zmiany organizacyjne
Pułk powstał na bazie 11 pułku strzelców polskich Armii Polskiej we Francji. We wrześniu 1919 roku został przemianowany na 53 pułk piechoty Strzelców Kresowych.
W grudniu 1919 batalion zapasowy pułku stacjonował we Lwowie.
| Obsada personalna pułku w 1920           | Obsada personalna pułku w 1920                |
| Stanowisko                               | Stopień, imię i nazwisko                      |
| ---------------------------------------- | --------------------------------------------- |
| Dowódca pułku                            | ppłk Feliks Kapelsiewicz                      |
| Dowódca pułku                            | wz kpt. Jan Góra (2 IV – 3 VII)               |
| Dowódca pułku                            | ppłk Aleksander Zoerner (4 VII – 22IX)        |
| Dowódca pułku                            | ppłk Karol Golachowski (od 23 IX)             |
| Kapelan                                  | ks. Stanisław Kuprel                          |
| Kapelan                                  | ks. Antoni Skrzymowski                        |
| Adiutant i oficer łączności              | ppor. Franciszek Raczek                       |
| Adiutant i oficer łączności              | por. Franciszek Kubala                        |
| Adiutant i oficer łączności              | ppor. Feliks Kwapiński                        |
| Oficer broni                             | ppor. Antoni Waratus                          |
| Oficer łączności                         | ppor. Jan Polak                               |
| Lekarz                                   | por. lek. dr Julian Zeiger                    |
| Lekarz                                   | kpt. lek. dr Adam Morus                       |
| Lekarz                                   | ppor. lek. dr Leon Pajchel (od 11 VIII)       |
| Dowódca I batalionu                      | ppłk Tadeusz Duplicki                         |
| Dowódca I batalionu                      | por. Roman Orzechowski (V – VII)              |
| Dowódca I batalionu                      | kpt Marcin Wachowski (VIII – IX)              |
| Dowódca I batalionu                      | mjr Kazimierz Walczak                         |
| Adiutant                                 | ppor. [Stanisław?] Baran                      |
| Adiutant                                 | ppor. Eugeniusz Chmiołek                      |
| Oficer gazowy                            | ppor, Władysław Todt                          |
| Oficer gospodarczy                       | ppor, Władysław Myszkowski                    |
| Lekarz                                   | ppor. lek. Leon Kohn                          |
| Dowódca 1 kompanii                       | ppor. Piotr Przybyszewski († 19 VII)          |
| Dowódca 1 kompanii                       | por. [Witold?] Zubkowski                      |
| Dowódca 1 kompanii                       | por. Roman Orzechowski                        |
| Dowódca plutonu                          | ppor. Józef Rymarski (od 13 VII)              |
| Dowódca 2 kompanii                       | por. Franciszek Pawluszek (do 18 VI)          |
| Dowódca 2 kompanii                       | ppor. Tomasz Cyndler († 29 VI)                |
| Dowódca 2 kompanii                       | por. Andrzej Skórka                           |
| Dowódca plutonu                          | pchor. Tadeusz Ząbek († 29 VI)                |
| Dowódca 3 kompanii                       | ppor. Alojzy Mackiewicz (f5 IX)               |
| Dowódca plutonu                          | ppor. Kazimierz Międzybrodzia (do 6 IX)       |
| Dowódca 4 kompanii                       | por. Paweł Piskozub (do 4 VI)                 |
| Nast,                                    | por. Kazimierz Walczak                        |
| Dowódca plutonu                          | por. Natan Lipner                             |
| Dowódca plutonu                          | ppor. Otton Gold (niewola 6 IX)               |
| Dowódca 1 kompanii km                    | ppor. Władysław Malinowski                    |
| Dowódca II batalionu                     | mjr Edward Miszkinis (V)                      |
| Dowódca II batalionu                     | por. Kazimierz Mackiewicz (V VII)             |
| Dowódca II batalionu                     | kpt. Stanisław Homa (VIII X)                  |
| Adiutant                                 | ppor. Antoni Znasiński                        |
| Oficer gospodarczy                       | ppor. Władysław Twardochleb                   |
| Oficer gazowy                            | ppor. Andrzej Baliński                        |
| Dowódca 5 kompanii                       | ppor, Władysław Włodyga (ranny 12 VII)        |
| Dowódca 5 kompanii                       | ppor. Kazimierz Kruczkowski (do 15 VII)       |
| Dowódca 5 kompanii                       | ppor. Franciszek Raczek (do 23 VII)           |
| Dowódca 5 kompanii                       | ppor. Józef Kazimierczyk                      |
| Dowódca plutonu                          | ppor. Wacław Ciepielewski                     |
| Dowódca plutonu                          | ppor. Stanisław Kolberg († 7 VI)              |
| Dowódca plutonu                          | ppor. Feliks Kwapiński (do 13 VII)            |
| Dowódca plutonu                          | ppor. Piotr Siedlecki                         |
| Dowódca plutonu                          | ppor. Hipolit Swoboda                         |
| Dowódca plutonu                          | ppor. Stanisław Świgot                        |
| Dowódca 6 kompanii                       | por. Marian Saranecki († 25 VIII)             |
| Dowódca 6 kompanii                       | por. Józef Matheis (do 18 VII)                |
| Dowódca 6 kompanii                       | por. Teodor Druhejko                          |
| Dowódca 7 kompanii                       | ppor. Stanisław Korolewicz                    |
| Dowódca 8 kompanii                       | ppor. Bronisław Haas († 19 VII)               |
| Dowódca 8 kompanii                       | sierż. sztab. Jan Rączka                      |
| Dowódca 8 kompanii                       | por. Ludwik Rawicki († 2 VIII)                |
| Dowódca 8 kompanii                       | por./kpt, Andrzej Skórka                      |
| Dowódca plutonu                          | por. Józef Grzybek                            |
| Dowódca plutonu                          | ppor. Mieczysław Gonek                        |
| Dowódca plutonu                          | pchor. Piotr Roman Knobloch (24 VI – 27 VIII) |
| Dowódca 2 kompanii km                    | por. Kazimierz Mackiewicz                     |
| Dowódca III batalionu                    | kpt. Stanisław Sokołowski                     |
| Dowódca III batalionu                    | por. Andrzej Skórka                           |
| Dowódca III batalionu                    | kpt. Stanisław Homa (VII)                     |
| Dowódca III batalionu                    | por. Bernard Zeller (VIII – X)                |
| Adiutant                                 | ppor. Władysław Kucharek                      |
| Oficer prowiantowy                       | ppor. Tadeusz Doliński                        |
| Oficer gospodarczy                       | por. Julian Kozaczyński                       |
| Lekarz                                   | ppor. lek. dr Stefan Biega                    |
| Dowódca 9 kompanii                       | ppor. Stanisław Janik (t 2 VIII)              |
| Dowódca 9 kompanii                       | ppor. Zdzisław Reinhardt                      |
| Dowódca plutonu                          | ppor. Wacław Biesiadowski (do 13 VII)         |
| Dowódca plutonu                          | ppor. Aleksander Batkowski                    |
| Dowódca 10 kompanii                      | por. Adolf Pasterczyk                         |
| Dowódca 10 kompanii                      | ppor. Ludwik Sommer († 27 VII)                |
| Dowódca 10 kompanii                      | ppor, Beniamin Dornstrauch (do 6 VIII)        |
| Dowódca 10 kompanii                      | ppor. Jan Graliński                           |
| Dowódca plutonu                          | ppor. Józef Świerk                            |
| Dowódca plutonu                          | ppor. Kazimierz Wojtowicz                     |
| Dowódca 11 kompanii                      | ppor. Antoni Czerny (do 18 VI)                |
| Dowódca 11 kompanii                      | ppor. Julian Myśliwski                        |
| Dowódca plutonu                          | ppor. Andrzej Baliński (do 18 VII)            |
| Dowódca 12 kompanii                      | ppor. Karol Klimczyk                          |
| Dowódca plutonu                          | ppor. Emil Magaj                              |
| Dowódca plutonu                          | ppor. Władysław Święcicki                     |
| Dowódca plutonu                          | ppor. Bolesław Wójta                          |
| Dowódca 3 kompanii km                    | ppor. Wilhelm Suchoń († 29 VII)               |
| Dowódca 3 kompanii km                    | por. Antoni Czapa                             |
| Dowódca 3 kompanii km                    | ppor. Władysław Święcicki                     |
| Dowódca plutonu                          | por. Wacław Michałowski (do 12 VII)           |
| Dowódca plutonu                          | por. Adolf Pasterczyk (do VII)                |
| Dowódca kompanii marszowej               | ppor. Stanisław Szydło                        |
| Oficer pułku (dca baonu)                 | kpt. Władysław Kozak (ranny 3 VIII)           |
| Oficer pułku (dca kompanii)              | ppor. Władysław Kadów (ranny 21 VII)          |
| Oficer pułku (dca kompanii)              | ppor. Władysław Krogulski (od 4 IX)           |
| Oficer pułku (dca kompanii)              | ppor. Stefan Matlak (ranny 22 VII)            |
| Oficer pułku                             | kpt. Stanisław Dowgiałło                      |
| Oficer pułku                             | por. Alfred Dubowski (od 29 IX)               |
| Oficer pułku                             | por. Aleksander Gazda                         |
| Oficer pułku                             | por. Karol Jamioł                             |
| Oficer pułku                             | por. Jan Kiszka (urlop plebiscytowy)          |
| Oficer pułku                             | por. Stanisław Ziemiański                     |
| Oficer pułku                             | ppor. Stanisław Banaszkiewicz                 |
| Oficer pułku                             | ppor. Michał Bernakiewicz                     |
| Oficer pułku                             | ppor. Jan Cięciała                            |
| Oficer pułku                             | ppor. Józef Godycki Ćwirko                    |
| Oficer pułku                             | ppor. Maksymilian Hansen (do 5 VIII)          |
| Oficer pułku                             | ppor./por. Bolesław Heine (t 26 IV)           |
| Oficer pułku                             | ppor. Adam Kitzman (od 29 IX)                 |
| Oficer pułku                             | ppor. Zygmunt Klimaszewski                    |
| Oficer pułku                             | ppor. Adolf Lewandowski                       |
| Oficer pułku                             | ppor. Zygmunt Lewicki († 13 VII)              |
| Oficer pułku                             | ppor. Herman Lewinger († 22 VII)              |
| Oficer pułku                             | ppor. Jan Makarewicz                          |
| Oficer pułku                             | ppor. Ludwik Menhard                          |
| Oficer pułku                             | ppor. Władysław Meszkowski                    |
| Oficer pułku                             | ppor. Kazimierz Panas                         |
| Oficer pułku                             | ppor. Tadeusz Schmidt                         |
| Oficer pułku                             | ppor. Władysław Sieńczak                      |
| Oficer pułku                             | ppor. Franciszek Śliwiński                    |
| Oficer pułku                             | ppor. Jan Szydło (do 12 VIII)                 |
| Oficer pułku                             | ppor. Michał Willonek                         |
| Oficer pułku                             | pchor. Bolesław Machowicz (t 16 IX)           |
| Oficer pułku                             | pchor. Stokłosa (do 6 IX)                     |
| Oficer pułku                             | ppor. Guttman (dezercja 22 VII)               |
| Lekarz (przydział nieustalony)           | por. lek. dr Józef Wasserman                  |
| Lekarz (przydział nieustalony)           | por. lek. Ignacy Weinberg                     |
| Lekarz (przydział nieustalony)           | ppor. lek. Jan Bart                           |
| Oficer sanitarny (przydział nieustalony) | ppor. san. Tadeusz Kowalczuk (do 22 VII)      |
| Oficer sanitarny (przydział nieustalony) | pchor, san. Tadeusz Żabokrzycki               |

## Pułk w walkach o granice
1 czerwca 1920 dowódca 12 Dywizji Piechoty gen. Januszajtis wydał rozkaz przeprowadzenia wypadu na Cybulówkę – Obodówkę. Jego celem było rozpoznanie sił sowieckich koncentrujących się przed frontem dywizji. Oddział wypadowy stanowiły II i III batalion 53 pułku piechoty Strzelców Kresowych i jeden batalion 54 pułku piechoty Strzelców Kresowych, wzmocnione baterią 12 pułku artylerii polowej. Dowodzenie nad nim przejął pełniący obowiązki dowódcy 53 pp kpt. Jan Góra. Na czas działań stanowiska opuszczone przez bataliony 53 pp dozorował 6 pułk ułanów. 
2 czerwca oddział ruszył w kierunku obiektu wypadu. W południe zajęto bez walk Cybulówkę, a kompanie  III batalionu ruszyły na sąsiednią Tatarówkę (Tarkanówkę?). Tu jednak Sowieci zorganizowali obronę. Dopiero przy wsparciu ogniowym baterii artylerii piechota zdobyła Tatarówkę. Nie zdecydowano się jednak pozostać we wsi i na nocleg powrócono do Cybulówki. 3 czerwca po raz kolejny zdobywano Tatarówkę i sąsiednią Obodówkę, a następnie Trościaniec. Sowieci wycofali się jednak do okopów z czasów I wojny światowej na wzgórzach za Obodówką. Kolejne uderzenia polskich batalionów przynosiły zyski terenowe, ale nie osiągano celu wypadu. Sowieci wycofali się, nie ponosząc większych strat. Po południu bataliony otrzymały rozkaz powrotu na stanowiska wyjściowe.
Po zakończeniu odwrotu znad Zbrucza, oddziały 12 Dywizji Piechoty płk. Mariana Żegoty-Januszajtisa obsadziły front nad Seretem, od Proniatynia do Janowa. 26 lipca 53 pułku piechoty Strzelców Kresowych osiągnął linię Seretu. Jego II batalion obsadził Łuczki Małe i Bucniów, zaś I i III bataliony, jako odwodowe, stanęły  w Nastasowie. Korzystając z chwilowego spokoju, rozpoczęto kopanie rowów strzeleckich.
Będąca w pościgu sowiecka 60 Dywizja Strzelców na kierunku  Mikuliniec wyprzedziła jednostki polskie i 27 lipca opanowała miejscowość. Następnego dnia pod Mikulińce podszedł I/53 pułku piechoty i wyparł Sowietów z miasta. Już 29 lipca po raz kolejny na Mikulińce uderzyła 60 Dywizja Strzelców i zdobyła je ponownie. Miejscowość stała się dla niej bazą wypadową do wyprowadzenia natarcia na Czartorię. Jednak strona polska nie pogodziła się z utratą miejscowości. Kontratakujący 53 pułk piechoty po całodziennych walkach ulicznych odzyskał ją, a oddziały sowieckie wyparte zostały za Seret. Wieczorem 30 lipca III batalion obsadził odcinek Krzywki – Mikulińce – Łuczki Małe, II batalion odcinek Czartoria – Bucniów, a I  batalion pozostał w odwodzie w Nastasowie.
Kolejne natarcie sowiecka 60 DS wyprowadziła 31 lipca wieczorem. Uderzenia nie wytrzymał III batalion 53 pułku piechoty i cofnął się na wzgórza na zachodnim skraju miasteczka. Interweniował dowódca dywizji i osobiście stanął na czele kontrataku wyprowadzanego siłami I a potem i III batalionu 53 pp. 

Komunikat prasowy Sztabu Generalnego z 3 sierpnia 1920 tak opisywał ten kontratak:

Na Serecie w okręgu Mikuliniec oddziały nasze toczą bitwę z nieprzyjacielem, który za w szelką cenę dąży do przerwania się na zachód. Brawurowa kontrakcja, osobiście prowadzona przez pułkownika Januszajtisa, rozwija się nadał pomyślnie. W ciągu dnia wczorajszego oddziały nasze zdobyły tam 23 karabiny maszynowe i wzięły znaczną liczbę jeńców.

Polacy odbili Mikulińce, 1 sierpnia odparli dwa kolejne natarcia przeciwnika, ale trzecie odrzuciło 53 pp znad Seretu. Dowództwo Frontu Południowo-Wschodniego nakazało dowódcy 12 Dywizji Piechoty odtworzyć rubież obrony na linii Seretu. W tym celu zorganizowana została grupa uderzeniowa w składzie 53. i 51 pułki piechoty oraz 3 kompania 1 pułku czołgów. Natarcie piechoty wzmocnione czołgami przyniosło zamierzony skutek i 3 sierpnia dywizja odzyskała utracone pozycje nad Seretem.
Komunikat prasowy Sztabu Generalnego z 4 sierpnia 1920 donosił:

Bohaterskie oddziały 12-ej dywizji piechoty, pod dowództwem rannego pułkownika Januszajtisa, brawurowym szturmem zdobyły Mikulińce, wyrzucając ostatecznie w tym rejonie bolszewików za Seret. W akcji tej wybitną rolę z naszej strony odegrały czołgi. O rozmiarach klęski bolszewickiej w tym rejonie sądzić można z faktu, że na pobojowisku znaleziono przeszło 1600 trupów.

Jednak 5 sierpnia sowiecka kawaleria sforsowała Seret i wyszła na tyły 12 Dywizji Piechoty. W tej sytuacji dowództwo 6 Armii nakazało  płk. Januszajtisowi odwrót za Strypę.

### Mapy walk pułku

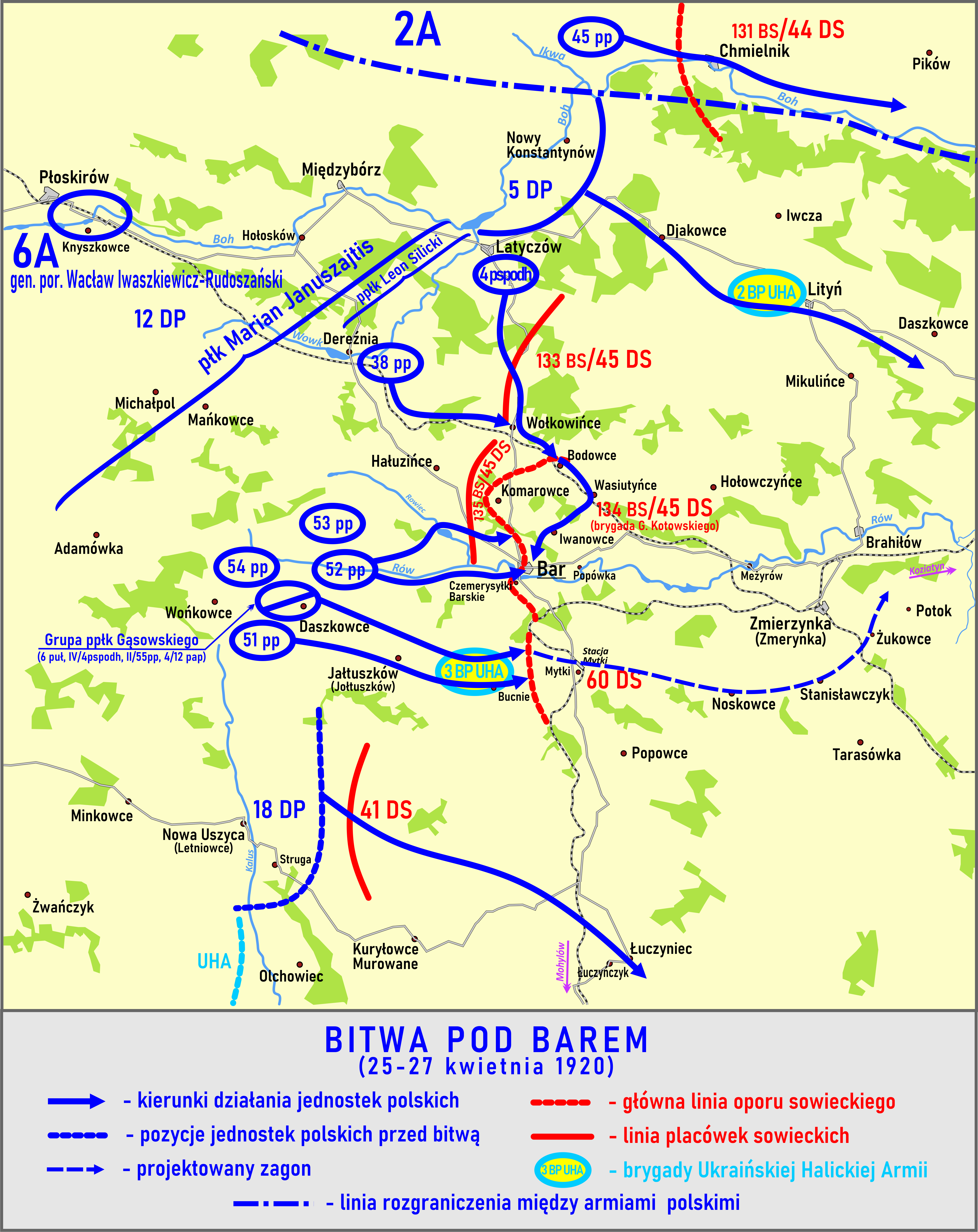
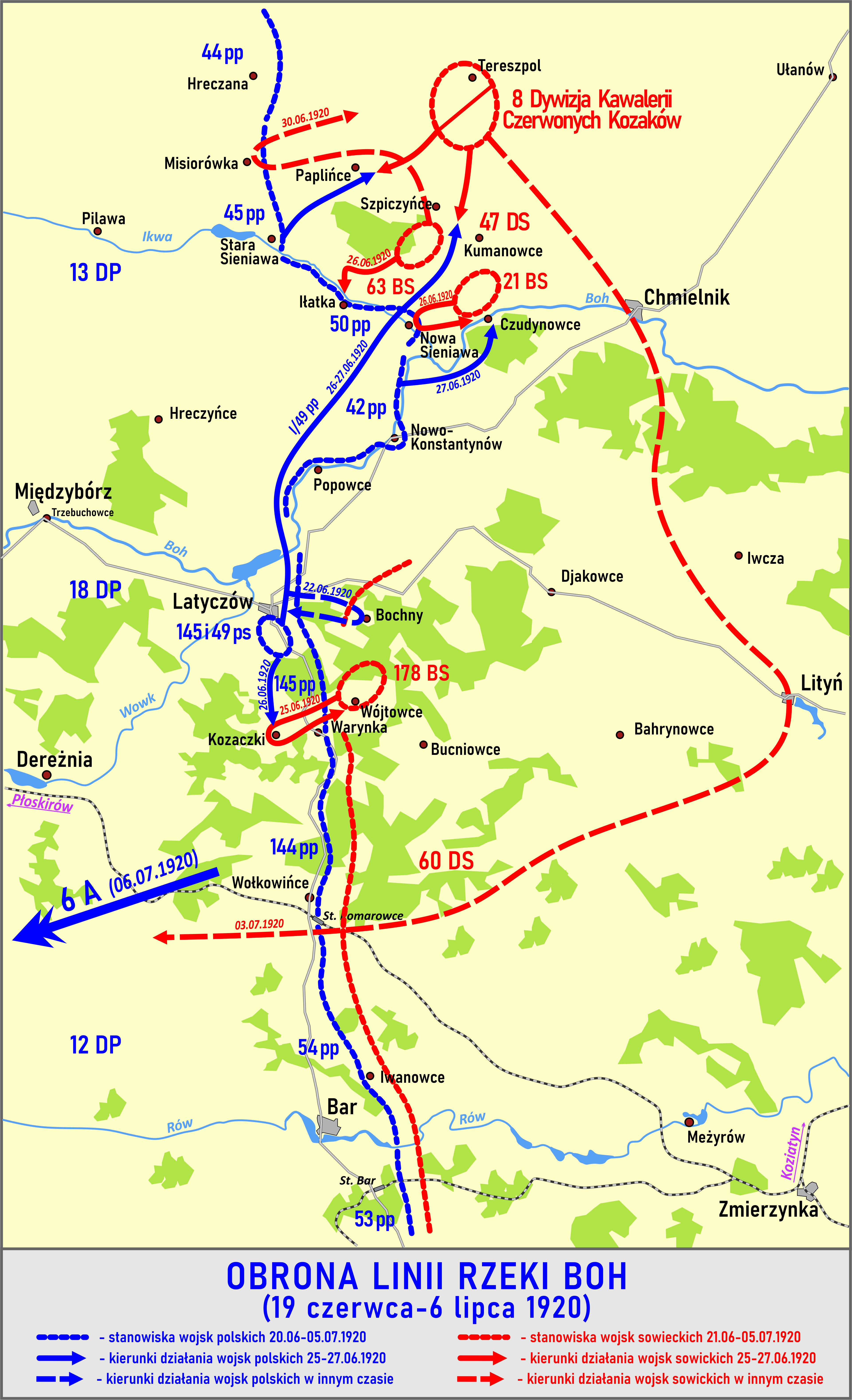
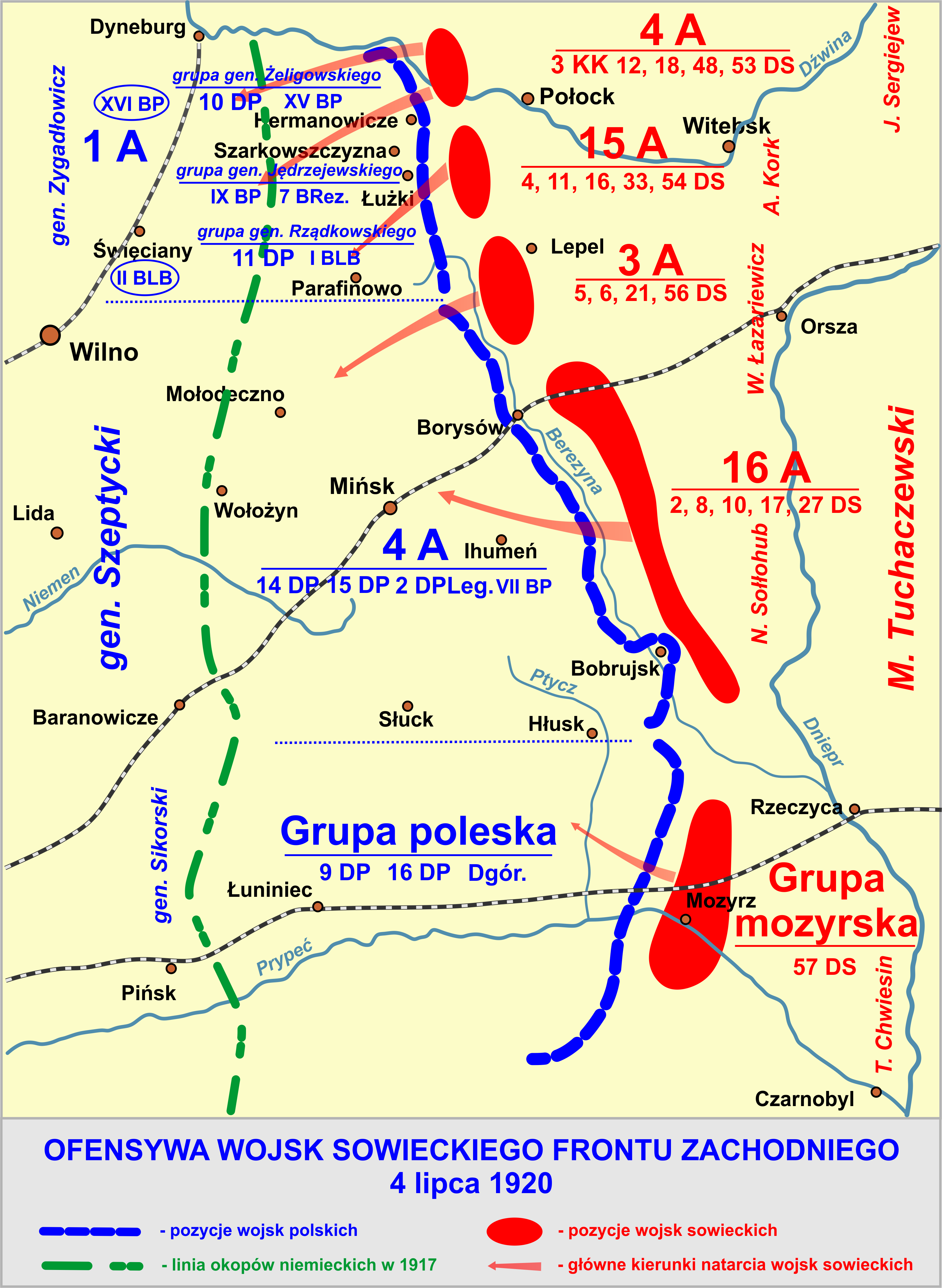
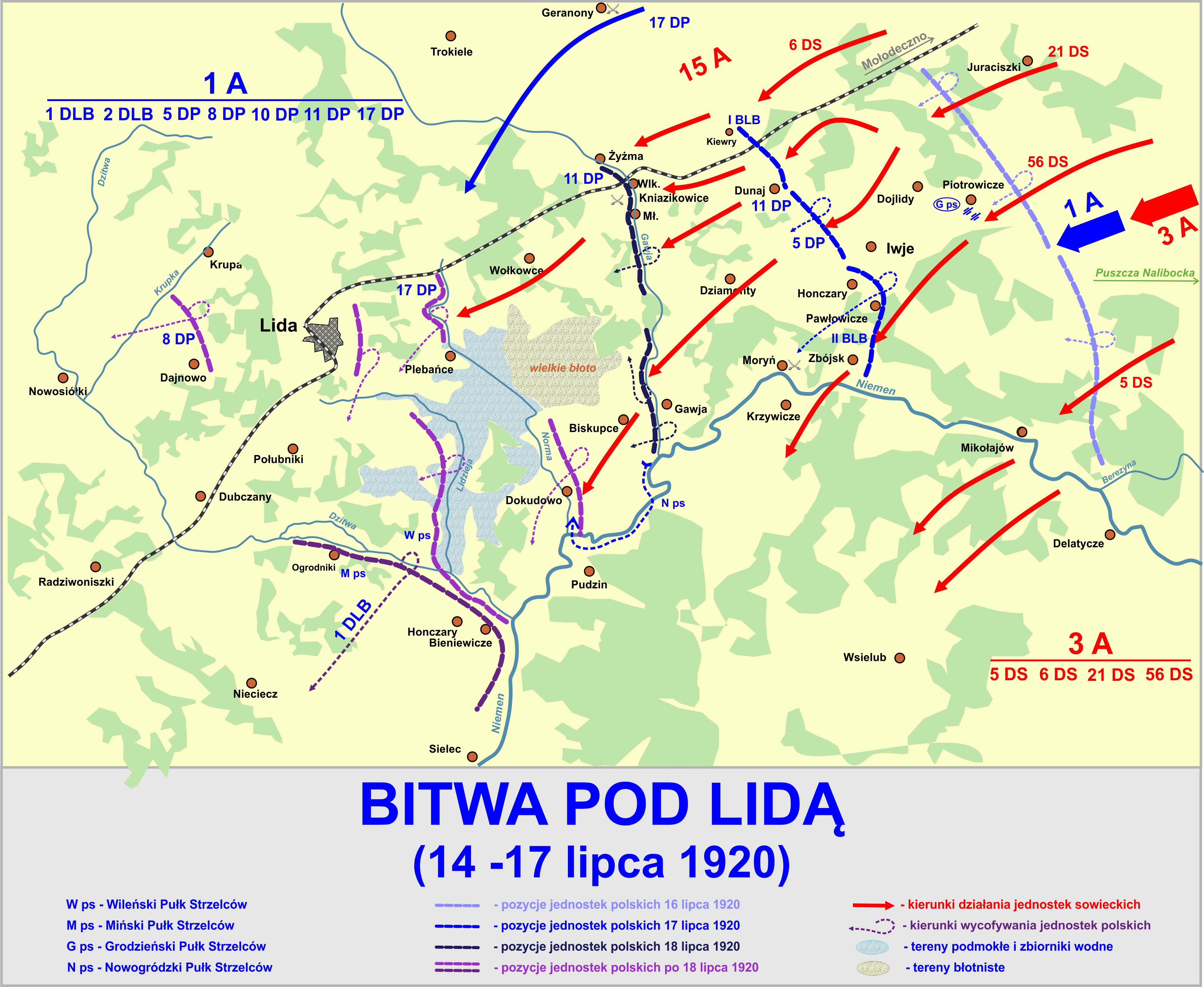
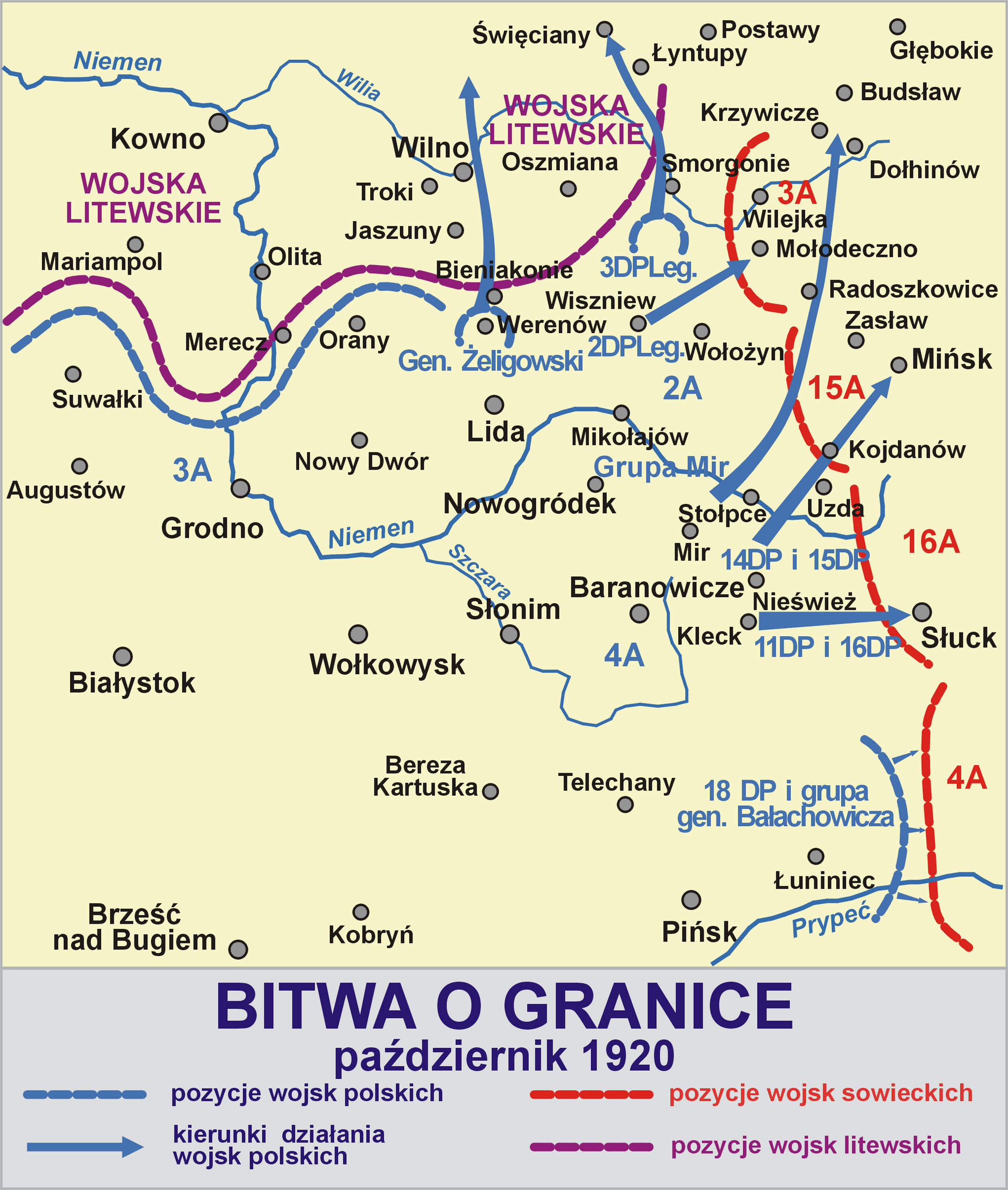

### Kawalerowie Virtuti Militari
Żołnierze pułku odznaczeni Krzyżem Srebrnym Orderu Wojskowego Virtuti Militari za wojnę 1919-1921. Gwiazdką przy nazwisku zaznaczono żołnierzy odznaczonych dekretami Naczelnego Wodza L. 2793 i 2794 z 26 marca 1921.
1. sierż. Aleksander Borek[16] *
2. sierż. Wojciech Czuja[17] *
3. sierż. Leon Góra[18] *
4. ppor. Bronisław Haas nr 4364[19] †19 VII 1920 Wołoczyska[20][21]
5. ppor. Stanisław Janik * †9 VIII 1920 Mikulińce[22][23]
6. st. szer. Władysław Jórek[24] *
7. szer. Jan Irla[25] *
8. kpr. Ignacy Kaczmarek *
9. kpt. Karol Józef Klimczyk nr 3025
10. st. szer. Jan Kmiotek *
11. kpt. Władysław Kozak* nr 1076[26]
12. st. sierż. Michał Olszański
13. por. Paweł Piskozub *
14. sierż. szt. Jan Rączka[27] *
15. szer. Jan Róg[28] *
16. kpt. Henryk Serwaczyński nr 3730[19] †5 VII 1920 Deraźnia[29][17]
17. por. Andrzej Skórka[30] *
18. sierż. szt. Józef Śron[31] * nr 888
19. st. szer. Michał Staszczak[17] *
20. plut. Franciszek Szpila *
21. st. szer. Tomasz Szymańczyk[32] *
22. sierż. Marian Jan Wilk *
23. ppłk Aleksander Zörner[30] *

Ponadto 8 kwietnia 1922 Naczelny Wódz odznaczył Krzyżem Srebrnym nr 6093 byłego dowódcę I batalionu 53 pp, oficera armii francuskiej mjr. Jerzego Girardin.

## Pułk w okresie pokoju
W maju 1921 roku pułk został skoncentrowany w Brzeżanach, a 22 grudnia przeniesiony do Stryja.
19 maja 1927 roku minister spraw wojskowych marszałek Polski Józef Piłsudski ustalił i zatwierdził dzień 20 lipca, jako datę święta pułkowego. Pułk obchodził swoje święto „w rocznicę największego wysiłku bojowego podczas obrony przyczółka mostowego «Wołoczyska» w 1920 roku”.
W 1928 roku został opublikowany „Zarys historii wojennej pułku”. Autorem opracowania był oficer pułku, kapitan Leon Grzegorz Szuchatowicz, zamordowany w 1940 roku w Charkowie.
Na podstawie rozkazu wykonawczego L.dz. 3900/tj. Org. Departamentu Piechoty Ministerstwa Spraw Wojskowych z 10 października 1930 roku o wprowadzeniu w życie przepisu służbowego P.S. 10–50 – „Organizacja – Piechota na stopie pokojowej” 53 pułk piechoty zaliczony został do pułków piechoty typ II tzw. „wzmocniony”. W każdym roku pułk otrzymywał około 845 rekrutów. Stan osobowy pułku wynosił 68 oficerów oraz 1900 podoficerów i szeregowców. Na czas wojny przewidywany był do pierwszego rzutu mobilizacyjnego. W okresie zimowym posiadał dwa bataliony starszego rocznika i batalion szkolny, w okresie letnim zaś trzy bataliony strzeleckie. Jego stany były wyższe od pułku typu I tzw. „normalnego” o ok. 400-700 żołnierzy.
| Obsada personalna i struktura organizacyjna w marcu 1939 | Obsada personalna i struktura organizacyjna w marcu 1939 |
| Stanowisko                                               | Stopień, imię i nazwisko                                 |
| Dowództwo                                                | Dowództwo                                                |
| -------------------------------------------------------- | -------------------------------------------------------- |
| dowódca pułku                                            | ppłk dypl. Szymon Kocur                                  |
| I zastępca dowódcy                                       | ppłk Tadeusz Tomasz Brąglewicz                           |
| adiutant                                                 | kpt. Stanisław Walerian Serednicki                       |
| starszy lekarz                                           | mjr dr Eugeniusz Władysław Danhofer                      |
| młodszy lekarz                                           | ppor. lek. Antoni Nowak                                  |
| II zastępca dowódcy (kwatermistrz)                       | mjr Władysław Załuski                                    |
| oficer mobilizacyjny                                     | kpt. Kazimierz Damazy Lewiński                           |
| zastępca oficera mobilizacyjnego                         | kpt. Leszek Stanisław Krzywda                            |
| oficer administracyjno-materiałowy                       | kpt. adm. (piech.) Maksymilian Łabęcki                   |
| oficer gospodarczy                                       | kpt. int. Zygmunt Jan Sobolta                            |
| oficer żywnościowy                                       | chor. Józef Baraniecki                                   |
| oficer taborowy                                          | p.o. por. Mieczysław Jarzyna                             |
| kapelmistrz                                              | por. adm. (kapelm.) Stanisław Biskupski                  |
| dowódca plutonu łączności                                | por. Zygmunt II Gąsiorowski                              |
| dowódca plutonu pionierów                                | por. Tadeusz Zbigniew Dziedzic                           |
| dowódca plutonu artylerii piechoty                       | por. art. Adolf Wośko                                    |
| dowódca plutonu ppanc.                                   | por Józef Henryk Pudło                                   |
| dowódca oddziału zwiadu                                  | por. Stanisław Korski                                    |
| I batalion                                               |                                                          |
| dowódca batalionu                                        | mjr Stanisław Franciszek Harasymow                       |
| dowódca 1 kompanii                                       | por. Franciszek Bitka                                    |
| dowódca plutonu                                          | por. Antoni Woszczyk                                     |
| dowódca 2 kompanii                                       | kpt. Franciszek Ksawery Borowski-Kieczyk                 |
| dowódca plutonu                                          | por. Wacław Kubjak                                       |
| dowódca plutonu                                          | ppor. Stefan Kazimierz Żak                               |
| dowódca 3 kompanii                                       | por. Romuald Kazimierz Gergovich                         |
| dowódca plutonu                                          | ppor. Ignacy Bolesław Łotecki                            |
| dowódca 1 kompanii km                                    | por. Józef Muszyński                                     |
| dowódca plutonu                                          | ppor. Jakub Jan Mauer                                    |
| II batalion                                              |                                                          |
| dowódca batalionu                                        | mjr Stanisław Młyński                                    |
| dowódca 4 kompanii                                       | kpt. Michał Michalski                                    |
| dowódca plutonu                                          | ppor. Jan Stanisław Mazurkiewicz                         |
| dowódca 5 kompanii                                       | por Stanisław Wincenty Alojzy Ruchalski                  |
| dowódca plutonu                                          | ppor. Tadeusz Julian Rybka                               |
| dowódca 6 kompanii                                       | kpt. Tadeusz Józef Misiurowicz                           |
| dowódca plutonu                                          | ppor. Franciszek Szyszka                                 |
| dowódca 2 kompanii km                                    | por. Alfred Franciszek Lew                               |
| dowódca plutonu                                          | ppor. Ludwik Franciszek Ziemski                          |
| III batalion                                             |                                                          |
| dowódca batalionu                                        | mjr Feliks III Kowalski                                  |
| dowódca 7 kompanii                                       | por. Józef Ziajka                                        |
| dowódca plutonu                                          | ppor. Zdzisław Józef Kinasiewicz                         |
| dowódca 8 kompanii                                       | por. Mieczysław Szymon Prochwicz                         |
| dowódca plutonu                                          | ppor. Tadeusz Orbiński                                   |
| dowódca 9 kompanii                                       | por. Bolesław Kazimierz Miśków                           |
| dowódca plutonu                                          | por. Stanisław Józef Zborowski                           |
| dowódca 3 kompanii km                                    | kpt. Jerzy Jacek Mikołaj Stolarski                       |
| dowódca plutonu                                          | por. Jan Janik                                           |
| dowódca plutonu                                          | ppor. Stefan Gawlik                                      |
| na kursie                                                | kpt. Kazimierz Jastrzębiec de Psary-Psarski              |
| na kursie                                                | por. Tadeusz Marian Konopka                              |
| w szpitalu                                               | ppor. Józef Wojciechowski                                |

## Kampania wrześniowa
W kampanii wrześniowej 1939 roku pułk walczył w składzie macierzystej 11 Karpackiej Dywizji Piechoty. Bronił pozycji na linii Wisłoki, Wisłoka oraz Sanu. Podczas walk wokół Lwowa I batalion 53 pułku wszedł w skład improwizowanej Grupy „Żółkiew”.

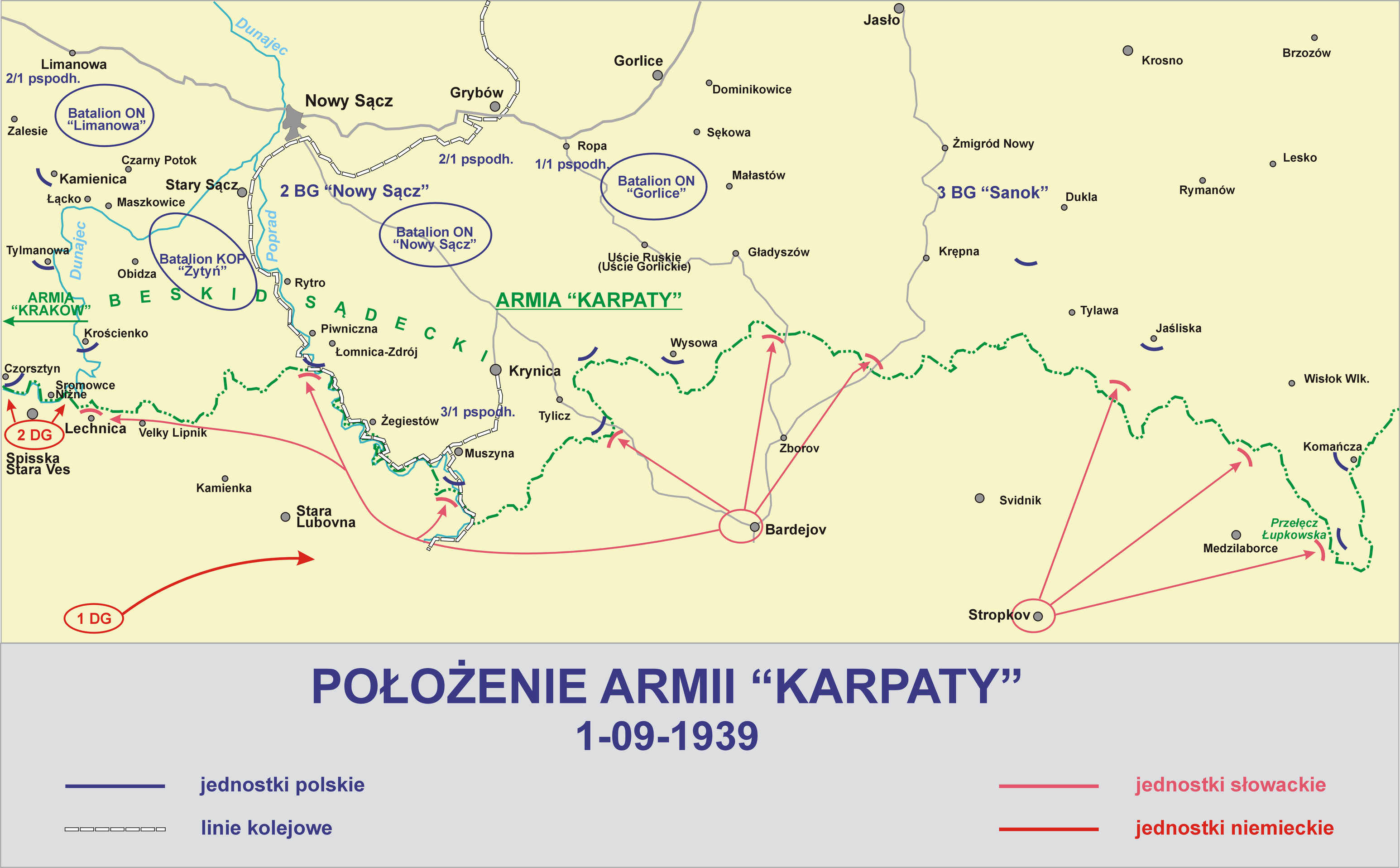
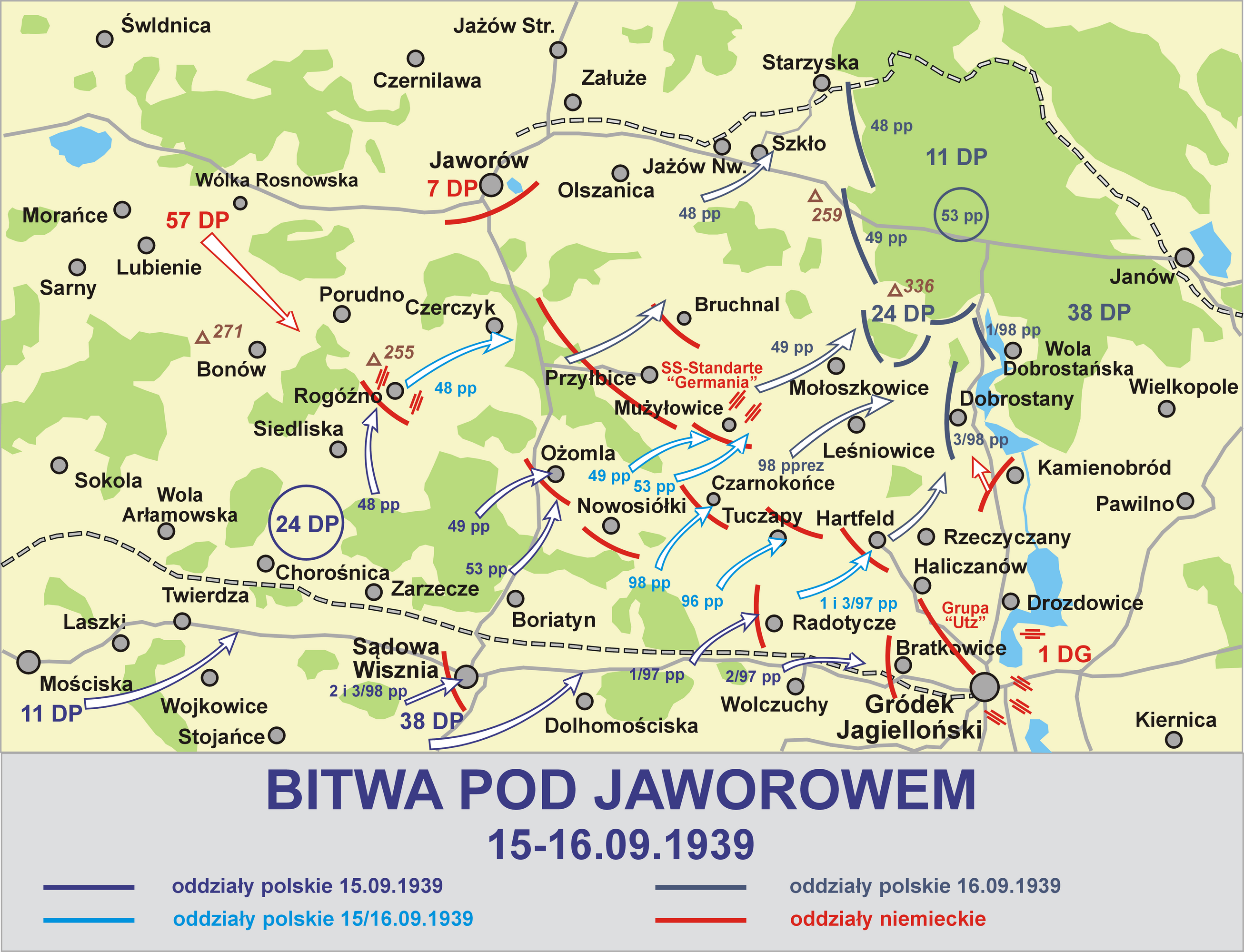

| Struktura organizacyjna i obsada personalna we wrześniu 1939 | Struktura organizacyjna i obsada personalna we wrześniu 1939 |
| Stanowisko                                                   | Stopień, imię i nazwisko                                     |
| Dowództwo                                                    | Dowództwo                                                    |
| ------------------------------------------------------------ | ------------------------------------------------------------ |
| dowódca pułku                                                | ppłk dypl. Szymon Kocur                                      |
| I adiutant                                                   | kpt. Jerzy Stolarski                                         |
| II adiutant                                                  | por. Józef Ziajka                                            |
| oficer informacyjny                                          | ppor. rez. Surak                                             |
| oficer łączności                                             | por. Zygmunt Gąsiorowski                                     |
| kwatermistrz                                                 | NN                                                           |
| oficer płatnik                                               | ppor. rez. Kazimierz Cisek                                   |
| oficer żywnościowy                                           | kpt. Romuald Łabęcki                                         |
| naczelny lekarz                                              | ppor. lek. med. Nowak                                        |
| kapelan                                                      | NN                                                           |
| dowódca kompanii gospodarczej                                | por. rez. Tadeusz Wajda                                      |
| I batalion                                                   |                                                              |
| dowódca I batalionu                                          | mjr Stanisław Harasymow                                      |
| dowódca 1 kompanii strzeleckiej                              | ppor. Paweł Jastrzębski                                      |
| dowódca 2 kompanii strzeleckiej                              | por. Franciszek Bitka                                        |
| dowódca 3 kompanii strzeleckiej                              | kpt. Franciszek Borowski                                     |
| dowódca 1 kompanii ckm                                       | por. Józef Muszyński                                         |
| II batalion                                                  |                                                              |
| dowódca II batalionu                                         | mjr Stanisław Młyński                                        |
| dowódca 4 kompanii strzeleckiej                              | por. rez. Bronisław Tymczyński                               |
| dowódca 5 kompanii strzeleckiej                              | por. Stanisław Ruchalski                                     |
| dowódca 6 kompanii strzeleckiej                              | kpt. Michał Michalski                                        |
| dowódca 2 kompanii ckm                                       | por. Alfred Lew                                              |
| III batalion                                                 |                                                              |
| dowódca III batalionu                                        | mjr Feliks Kowalski                                          |
| dowódca 7 kompanii strzeleckiej                              | ppor. Franciszek Szyszka                                     |
| dowódca 8 kompanii strzeleckiej                              | por. Romuald Giergovich                                      |
| dowódca 9 kompanii strzeleckiej                              | por. rez. Grochowski                                         |
| dowódca 3 kompanii ckm                                       | ppor. Miśków                                                 |
| Pododdziały specjalne                                        |                                                              |
| dowódca kompanii przeciwpancernej                            | por. Stanisław Zborowski                                     |
| dowódca plutonu artylerii piechoty                           | por. Adolf Wośko                                             |
| dowódca kompanii łączności                                   | NN                                                           |
| dowódca kompanii zwiadowców                                  | por. Stanisław Korski                                        |
| dowódca plutonu pionierów                                    | por. Tadeusz Dziedzic                                        |
| dowódca plutonu przeciwgazowego                              | ppor. rez. Chrząszczewski                                    |

## Symbole pułkowe

### Chorągiew/sztandar
23 marca 1921 roku w Tarnopolu Naczelnik Państwa i Naczelny Wódz marszałek Polski Józef Piłsudski wręczył pułkowi pamiątkową chorągiew ofiarowaną w 1919 roku Pułkowi im. Zawiszy Czarnego przez mieszkańców włoskiego miasta Chivasso.
5 maja 1925 roku Prezydent RP Stanisław Wojciechowski zatwierdził wzór lewej strony płachty chorągwi 53 pułku piechoty. 19 września 1925 roku w Stryju generał dywizji Aleksander Osiński wręczył pułkowi chorągiew ufundowaną przez ludność Stryja. Od 28 stycznia 1938 roku chorągiew pułkowa zaczęła być oficjalnie nazywana sztandarem. We wrześniu 1939 roku sztandar przewieziony został na Węgry przez Ośrodek Zapasowy 53 pp, skąd przez poselstwo wysłany został do Francji. Obecnie sztandar znajduje się w Instytucie Polskim i Muzeum im. gen. Sikorskiego w Londynie.

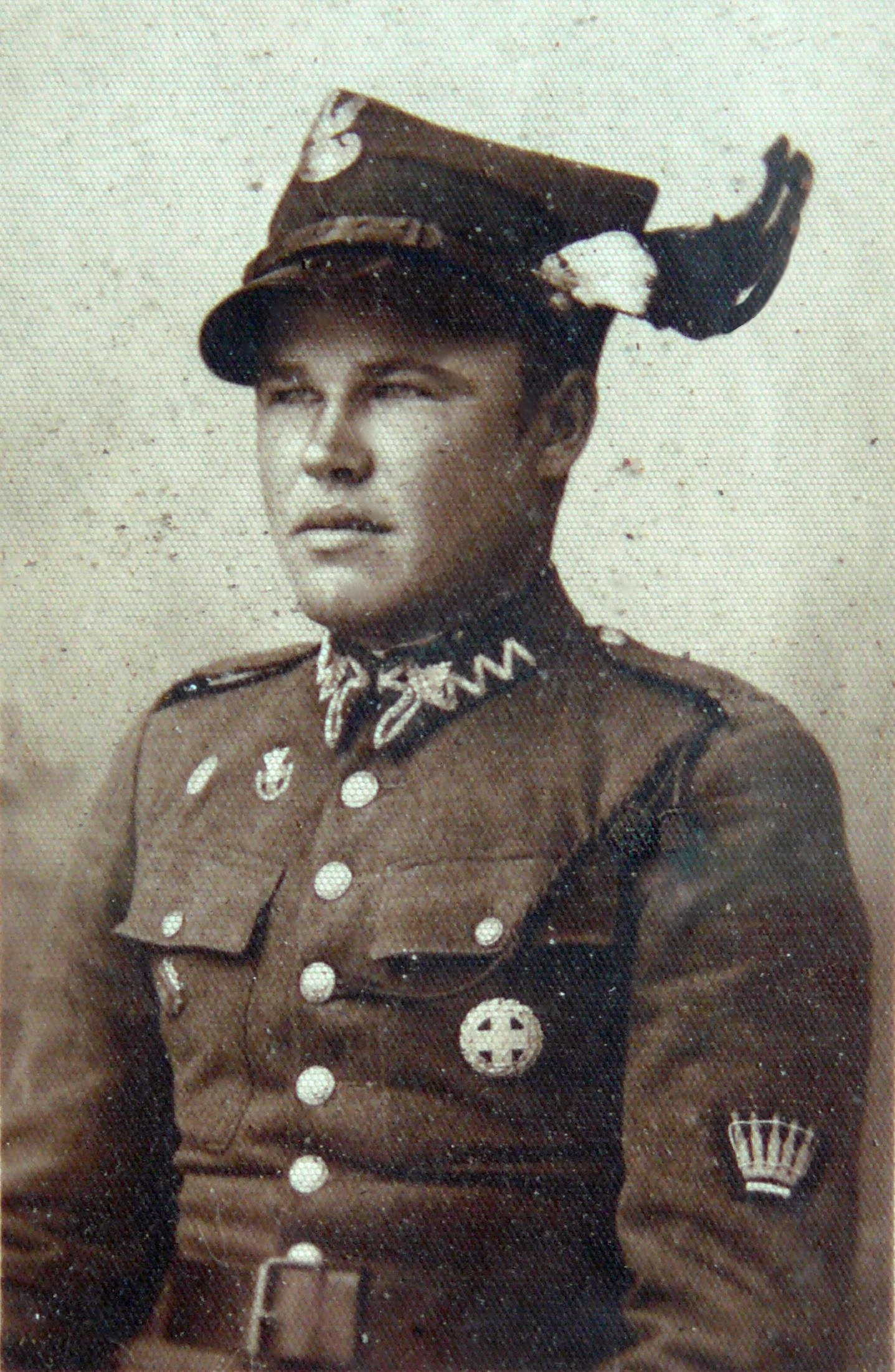
żołnierz z emblematami pułku

### Odznaka pamiątkowa
15 stycznia 1929 roku Minister Spraw Wojskowych marszałek Polski Józef Piłsudski zatwierdził wzór i regulamin odznaki pamiątkowej 53 pułku piechoty. Odznaka o wymiarach 45 x 45 mm ma kształt prostego krzyża greckiego, srebrnego, emaliowanego na biało z pozłacanymi krawędziami. W środku krzyża na rombie wypełnionym czerwoną żłobkowaną emalią nałożony srebrny orzeł wz. 1927. Krzyż okolony jest szerokim wieńcem laurowym emaliowanym na zielono na którym nałożono miniaturę trąbki strzeleckiej oraz wpisano numer i inicjały pułku „53 PP”. Odznaka oficerska - trzyczęściowa, wykonana w srebrze, emaliowana, na rewersie próba srebra i imiennik grawera „JM” – Józef Michrowski z Warszawy.

### Emblemat
20 lutego 1937 roku Minister Spraw Wojskowych generał dywizji Tadeusz Kasprzycki nadał 11 Dywizji Piechoty nazwę „11 Karpacka Dywizja Piechoty” oraz ustalił dla żołnierzy tej dywizji emblemat przedstawiający dwa liście dębowe z gałązką limby, przytrzymane krzyżem huculskim. Minister zezwolił na noszenie emblematów od chwili ogłoszenia rozkazu, natomiast zobowiązał do ich noszenia od 1 stycznia 1938 roku. Emblematy był noszone na kołnierzach (łapkach) kurtek i płaszczy (peleryn). Dla oficerów i chorążych emblematy były wykonane z białego metalu oksydowanego na stare srebro, natomiast dla pozostałych podoficerów i szeregowców były wytłaczane z białego matowanego metalu (blachy). Minister zezwolił podoficerom zawodowym na noszenie przy ubiorze pozasłużbowym emblematów wykonanych, jak dla oficerów.

### Specjalne części umundurowania
12 kwietnia 1937 roku Minister Spraw Wojskowych generał dywizji Tadeusz Kasprzycki wprowadził „specjalne części umundurowania” dla żołnierzy 11 Karpackiej Dywizji Piechoty w postaci pióra do czapki – rogatywki garnizonowej i peleryny typu podhalańskiego.

## Żołnierze pułku
Dowódcy pułku
- płk armii francuskiej de Vidal (16 II - 10 V 1919)
- płk armii francuskiej Robert de Colbert (17 V - VIII 1919)
- ppłk armii francuskiej Fleurot (VIII - 4 IX 1919)
- kpt. Stefan Hrycyszyn (5 XI - 4 XII 1919)
- ppłk Filip Kapelsiewicz (5 XII 1919[54] - 9 VII 1920[f])
- kpt. Jan Góra (p.o. 2 IV - 3 VII 1920)
- ppłk Aleksander Zörner (4 VII - 22 IX 1920)
- ppłk / płk piech. Karol Golachowski (23 IX 1920 - 23 XII 1927[55] → praktyka poborowa w PKU Łuck)
- ppłk piech. Walerian Wiśniewski (23 XII 1927[55] - 18 VI 1930 → komendant placu Kraków)
- ppłk Witold Adrian Roger Komierowski (18 VI 1930 - 23 III 1932 → inspektor poborowy DOK VIII[56])
- płk dypl. piech. Zygmunt Polak (III 1932 – VII 1935)
- płk dypl. Jan Naspiński (VII 1935 - 4 IV 1937)[57]
- ppłk dypl. Szymon Kocur (4 IV 1937 - IX 1939)

Zastępcy dowódcy pułku
- ppłk piech. Ludwik Klotzek (10 VII 1922 – 5 V 1927[59])
- ppłk piech. Bronisław Szczyradłowski (5 V 1927[60] – 1 VI 1933 → kierownik 9 Okr. Urz. WFiPW[61])
- ppłk piech. Władysław Ziętkiewicz (1 VI 1933[62] – XI 1935 → zastępca dyrektora PUWFiPW)

II zastępca (Kwatermistrz)
- mjr piech. Władysław Załuski (VIII 1935[63] – 1939)

### Żołnierze 53 pułku piechoty – ofiary zbrodni katyńskiej
Biogramy zamordowanych oficerów znajdują się na stronie internetowej Muzeum Katyńskiego
| Nazwisko i imię             | stopień      | zawód             | miejsce pracy przed mobilizacją    | zamordowany |
| --------------------------- | ------------ | ----------------- | ---------------------------------- | ----------- |
| Freund Maurycy              | ppor. rez.   | inżynier elektryk | kopalnia nafty w Borysławiu        | Katyń       |
| Krąg Tadeusz                | ppor. rez.   | prawnik           | kmdt Straży Więziennej w Kowlu     | Katyń       |
| Nowak Zbigniew              | ppor. rez.   | prawnik           |                                    | Katyń       |
| Borowski-Kieczyk Franciszek | kapitan      | żołnierz zawodowy | dowódca 2/53 pp                    | Charków     |
| Górski Bronisław            | por. rez.    | nauczyciel        |                                    | Charków     |
| Idźkowski Leonard           | ppor. rez.   |                   |                                    | Charków     |
| Muszyński Józef             | ppor. rez.   |                   |                                    | Charków     |
| Stolarski Jerzy             | kapitan      | żołnierz zawodowy | dowódca 3 kkm/53 pp                | Charków     |
| Szyszka Franciszek          | podporucznik | żołnierz zawodowy | dowódca plutonu 6/ 53 pp           | Charków     |
| Ambicki Edmund              | ppor. rez.   | nauczyciel        | kier. szkoły w Libochorze          | ULK         |
| Danhoffer Mieczysław        | kpt. rez.    |                   | nacz. Straży Pożarnej w Drohobyczu | ULK         |
| Kamiński Marian             | por. rez.    | nauczyciel        | szkoła w Kałuszu                   | ULK         |
| Korski Stanisław            | porucznik    | żołnierz zawodowy | dowódca plutonu zwiadu 53 pp       | ULK         |
| Kosiński Adam Mikołaj       | por. rez.    | urzędnik          | pracował w Kałuszu                 | ULK         |
| Marszałek Władysław         | ppor. rez.   | nauczyciel        |                                    | ULK         |
| Pawlik Stanisław            | ppor. rez.   | prawnik           | Sąd Grodzki w Rożniatowie          | ULK         |
| Sieczkowski Edward          | por. rez.    | urzędnik          | Magistrat w Stryju                 | ULK         |
| Skórski Tadeusz             | ppor. rez.   | urzędnik          | pracował w Kołomyi                 | ULK         |
| Teodorowicz Tadeusz         | ppor. rez.   | inż. leśnik       | Nadleśnictwo Tustanowice           | ULK         |
| Wolfram Józef               | kpt. rez.    |                   | kierownik tartaku                  | ULK         |